# MAN 2F1
Der MAN 2F1 war ein leichter Tragschlepper mit Hinterachsantrieb und luftgekühltem Motor, der zwischen 1957 und 1961 von MAN im Münchner Werk produziert wurde. Im Ackerdiesel-Programm nahm der Schlepper eine Sonderstellung ein, da er von den anderen MAN-Modellen in Größe und Konzept abwich. MAN setzte sonst überwiegend auf große Modelle mit Allradantrieb und wassergekühlten Motoren. Mangels Zeit und finanzieller Mittel entschied sich MAN bei diesem Modell für eine Zusammenarbeit mit Güldner und verwendete dessen luftgekühlten 885 cm³-Motor.
Gedacht war der 2F1 zur kostendeckenden Mechanisierung von kleinbäuerlichen Betrieben oder für Pflegearbeiten auf größeren Höfen. Von 1959 bis 1960 konnte der Schlepper auch als Schmalspurmodell 2F1S (S = Schmalspur) erworben werden.
MAN brachte den 2F1 eigentlich zu spät auf den Markt, da die Nachfrage nach Schleppern aus dieser Leistungsklasse Ende der 1950er Jahre bereits zurückging. Dennoch verkaufte sich der 2F1 sehr gut und gehörte am Ende mit insgesamt 6091 (2F1 und 2F1S) produzierten Einheiten zum erfolgreichsten Modell von MAN.
Mit Ausnahme der Blechanbauteile (Kotflügel und Motorhaube) war der 2F1 baugleich mit den Schleppermodellen Güldner AK, Ritscher 613 und Fahr D 88.

## Technik und Ausstattung
Der 2-Zylinder-Dieselmotor des 2F1 besaß 885 cm³ Hubraum und stammte von Güldner (Typ 2 LKN). Er leistete ursprünglich 13 PS (9,6 kW). Ab 1959 erhöhte MAN die Leistung durch Drehzahlanhebung auf 14 PS (10,3 kW). Die Einspritzung erfolgte über eine mechanische Pumpe von Bosch, der Einspritzdruck betrug ca. 170 Bar. Eine Besonderheit war das M-Verfahren, mit dem der Motor arbeitet. Dieses sogenannte Mittenkugelbrennverfahren wurde bei MAN an dem Güldnermotor nachgerüstet. Die Maschine wird durch ein am Schwungrad befestigtes Lüfterrad zwangsgekühlt. Im Gegensatz zu den meisten Dieselmotoren verfügt dieser Motor über keine Vorglühanlage im klassischen Sinn. Die Kompression ist ausreichend hoch, um auch bei Temperaturen bis unter 10 °C durch Durchdrehen des Motors selbst zu starten. Für den Winter ist im Ansaugrohr zwischen Luftfilter und Ansaugbrücke eine Glühwendel zur Vorwärmung der Verbrennungsluft eingebracht, die über einen Schalter im Armaturenbrett aktiviert werden kann.
Das Klauenschaltgetriebe war eine Konstruktion von ZF (Baumuster A 4). Es verfügte über ein Vorgelege zur Untersetzung der drei Vorwärtsgänge und des einen Rückwärtsgangs, sodass insgesamt 6 + 2 Fahrstufen zur Verfügung standen. Darüber hinaus waren eine manuelle Differentialsperre und zuschaltbare Antriebe für Mähwerk und Zapfwelle integriert.
Die Bremse wirkte über die Antriebswellen auf den Antriebsstrang und die hinteren Räder. Die Vorderachse war als Pendelachse ausgeführt. Der Schlepper verfügte, abgesehen von den Luftreifen, über keinerlei Federung.
Die elektrische Ausrüstung umfasste serienmäßig einen Anlasser, eine Gleichstromlichtmaschine, eine Hupe sowie eine Beleuchtung mit Abblend- und Fahrlicht. Das als Sonderausstattung erhältliche Fernthermometer dient zur Überwachung der Motortemperatur und war mit der Hupe verbunden. Es aktivierte diese bei Überschreiten der kritischen Temperatur des Motorblocks. Des Weiteren konnte zusätzlich ein Betriebsstundenzähler bestellt werden.